# نوریس (تنسی)
نوریس(به انگلیسی: Norris) شهری در ایالت تنسی کشور ایالات متحده آمریکا است که جمعیت آن در سرشماری سال ۲۰۱۰ میلادی، ۱٬۴۹۱ نفر بوده‌است.